# ブリタニー・ベン
ブリタニー・ベン（Brittany Benn、1989年4月23日 - ）は、カナダの女子ラグビー選手。

## プロフィール
- カナダ・ナパニー出身[1]。
- ポジションはセンター(CTB)。
- 身長 165cm、体重 68kg
- ワールドカップ2014のカナダ代表に選ばれた[2]。

## 略歴
2016年、リオ五輪の7人制女子カナダ代表に選ばれて銅メダルを獲得。
そして2021年、東京五輪の7人制女子カナダ代表に選ばれた。